# Penicillin

Penám

A penicillin elnevezés (néha PCN a rövidítése) a β-laktám antibiotikumok egy csoportját jelenti, amelyeket az erre érzékeny, rendszerint Gram-pozitív baktériumok által okozott fertőzések kezelésére használnak. A „penicillin” nevet a csoport egyes tagjaira való hivatkozásként is használják. Mindegyik penicillin alapstruktúrája a penám váz, erre épülve a penicillin áltlános összegképlete:                       R-C9H11N2O4S, ahol R a variábilis oldallánc.
A 20. század végén brit orvosok körében végzett közvélemény-kutatás szerint az évszázad csodája a penicillin. A penicillinekre az 1940-es években még úgy tekintettek, hogy segítségükkel megoldható lesz az emberiség kórokozók elleni harca. A rezisztencia kialakulása, a penicillinre eredetileg sem érzékeny kórokozók számának növekedése megváltoztatta ezt a nézetet. Az 1942 óta használt penicillineknek azonban még most is biztos helyük van a terápiában.

## Története
A penicillin felfedezését rendszerint a skót Alexander Fleming nevéhez kötik, habár már jóval korábban is észrevették a Penicillium penészgombák antibakteriális hatását. Az észak-afrikai beduinok legalább ezer éve készítenek gyógykenőcsöt a szamarak hámján keletkezett penészből. Az ifjú olasz orvostanhallgató Vincenzo Tiberio megfigyelte, hogy az udvarukon évszázadok óta működő kút vize a környékbeliek hasmenéses megbetegedéseit gyógyítja. 1895-ben publikálta, hogy a kútfedő kőlapról nyert penészgomba kivonata a laboratóriumi baktériumtenyészeteket 8 nap alatt teljesen elpusztította. A nápolyi egyetemi tanárai nem tulajdonítottak jelentőséget fiatal kollégájuk szenzációs felfedezésének, így ő hajóorvosként élte le élete hátralevő két évtizedét. (Alexander Fleming mellett ő volt az első, aki Tobrukban katonáinak tífusz elleni oltást adott.) Egy szintén fiatal francia katonaorvos, Ernest Duchesne 1897-ben megfigyelte, hogy az arab lovászinasok a nyirkos nyergeken megtelepedett penészgombát használják a nyereg okozta kisebesedések kezelésére. Duchense azonosította a Penicillium glaucum penészgombát, amellyel tífuszos tengerimalacokat kezelt, és felfigyelt arra, hogy az elpusztítja az E. coli baktériumokat is. Ez volt a penicillin első, klinikailag tesztelt alkalmazása. Kutatási eredményeit doktori értekezésként nyújtotta be, és további kutatásokat javasolt, de a Pasteur Intézet nem ismerte el a munkáját. Duchense 1912-ben halt meg, 1949-ben posztumusz kitüntetésben részesítették.
Fleming 1928-ban a londoni St. Mary kórházban vette észre, hogy a Staphylococcus tenyészetébe került kékes-zöldes penész szennyeződés körül a baktériumok nem növekednek. Fleming arra a következtetésre jutott, hogy a penész olyan anyagot bocsát ki, amely gátolja a baktériumok növekedését, és elpusztítja a baktériumokat. A penészt tiszta kultúrában is kitenyésztette, és felfedezte, hogy a Penicillium családba tartozó fajról van szó, amelyet ma Penicillium notatum fajként ismerünk. Már ebben a korai szakaszban megállapították, hogy a penicillin leginkább a Gram-pozitív baktériumok ellen hatásos, ellenben a Gram-negatív szervezetekre és a gombákra hatástalan. Fleming kezdetben nagyon optimista volt a penicillin fertőzésekkel szembeni hatékonyságát illetőleg, ráadásul a szernek minimális toxikus hatása volt az akkori szerekhez képest. További kísérletei után azonban Fleming úgy vélte, hogy a penicillin nem tud elegendően hosszú ideig az emberi szervezetben maradni ahhoz, hogy a patogén baktériumokat elpusztítsa. Ezért 1931-ben felhagyott a penicillin tanulmányozásával. 1934-ben kezdte újra a klinikai kísérleteket, és 1940-ben sikerült tisztított formában előállítani a szert.
1939-ben az ausztrál tudós Howard Walter Florey és kutatócsapata az Oxfordi Egyetem Patológiai Intézetében nagy előrelépést tett, mikor kimutatták a penicillin antibakteriális hatását in vivo. A humán felhasználásra tett kísérleteik azonban kudarcot vallottak, mivel nem állt rendelkezésre elegendő mennyiségű hatóanyag, de kísérleteik alátámasztották a penicillin ártalmatlanságát, sőt egereken sikeresen alkalmazták a szert. A penicillin első kísérleti felhasználására az oxford-i Radcliffe kórházban került sor. Emberi beteget a világon először 1942. március 14-én John Bumstead és Orvan Hess kezelt sikeresen penicillinnel.

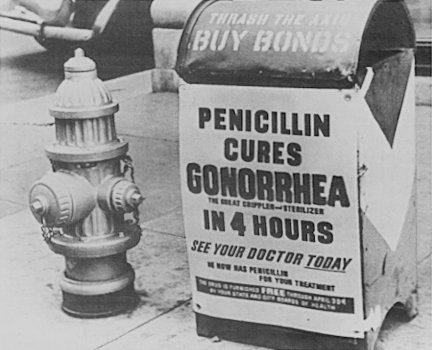
A penicillin tömeges előállítása 1944-ben kezdődött

A második világháború alatt a szövetséges erők hadseregeiben a penicillin jelentősen csökkentette az elfertőződött sebek okozta halálozások és amputációk számát. A szer azonban nehezen volt hozzáférhető, ezt egyrészt az ipari méretű előállítás nehézségei, másrészt a penicillinnek a szervezetből történő gyors kiürülése miatti szükségessé vált gyakori adagolás okozták. A penicillineket a vese eltávolítja a szervezetből, a szer 80%-a a beadástól számított 3 órán belül kiürült. Ebben az időben gyakori eljárás volt a kezelt betegek vizeletének összegyűjtése, ebből izolálták  penicillint és újra felhasználták.
Ez azonban nem volt kielégítő megoldás, és a tudósok új módszereket kerestek a penicillin kiürülésének lassítására. A gyors kiürülés oka a szerves sav szállító molekula, amelyhez a penicillin hozzákötődött. Abban bíztak, hogy találnak olyan molekulát, amely a penicillinnél jobban kötődik ehhez a szállító molekulához, és így a szervezet a penicillin helyett ezt a másik molekulát választaná ki a vizeletbe. A húgysavszintet csökkentő probenecid alkalmasnak bizonyult erre a célra. Ha a probenecidet és a penicillint egyszerre adták, a probenecid meggátolta a penicillin kiürülését, és hatásának idejét megnövelte. Az ipari méretű előállítás technikájának fejlődése és a félszintetikus penicillinek megoldották az ellátási problémákat, a probenecid használata pedig visszaszorult, ma már csak akkor használják, ha a fertőzés különösen magas penicillinkoncentrációt igényel.
A penicillin kémiai struktúráját Dorothy Hodgkin határozta meg az 1940-es évek elején, lehetővé téve így a szer szintetikus előállítását. Az ausztrál Howard Walter Florey vezetésével valamint Ernst Boris Chain és Norman Heatley részvételével egy oxfordi kutatócsoport fedezte fel, hogyan lehet a penicillint ipari méretekben előállítani. Florey és Chain 1945-ben Fleminggel megosztva kaptak orvosi Nobel-díjat. A penicillin a legszélesebb körben használt antibiotikum, ma is számos Gram-pozitív baktérium által okozott fertőzésnél használják.

## Hatásmechanizmus
A β-laktám antibiotikumok a baktériumok sejtfalában a peptidoglikánok közötti keresztkötések kialakulását gátolják. A penicillin β-laktám része ahhoz a transzpeptidáz enzimhez kötődik, amely a baktérium peptidoglikán molekuláit kötné össze. Az enzim így nem tud megfelelően működni és a baktérium sejtfala osztódás során meggyengül (másképp fogalmazva az antibiotikum citolízist, sejtpusztulást eredményez, amikor a baktérium megpróbál osztódni). Ezen felül a felhalmozódott peptidoglikán prekurzorok a baktériumban aktiválják a sejtfal hidrolázok működését, amelyek tovább rombolják a baktérium meglevő peptidoglikánját. Az elmélet kidolgozása Scott Williams nevéhez fűződik.

## Rezisztencia
Rezisztenciának nevezzük a baktériumok védekező mechanizmusát, az ellenük használt gyógyszerek ellen. A penicillinek ellen alapvetően háromféle bakteriális rezisztencia alakulhat ki.

béta-laktamáz termelés: ebben az esetben a baktériumok olyan enzimet termelnek, amely elhasítja a béta-laktám-gyűrűt, ezáltal hatástalanítja a gyógyszermolekulát. A Staphylococcus aureus törzsek 80%-a érzékeny volt a penicillinre annak bevezetésekor, de a rezisztencia igen gyorsan növekedett, ma kb. 5%-ra tehető csupán az érzékeny törzsek aránya. A staphylococcusok rezisztenciájának döntő többségéért a béta-laktamáz termelés a felelős.

kötőfehérje-változás: megváltozik azoknak a fehérjéknek a szerkezete, amelyek a penicillint kötnék, ennek következtében a béta-laktámok csak kevéssé, vagy egyáltalán nem tudnak kötődni. A Streptococcus pneumoniae törzsek rezisztenciája alapul ezen a mechanizmuson.

Sejtfal-permeabilitás csökkenés: az antibiotikumok azért nem tudnak a sejtbe jutni, mert a sejtfal szerkezete megváltozik.

## Bioszintézis
A penicillint ma már Penicillium chrysogenumban állítják elő, ami lényegesen több penicillint termel, mint Fleming P. notatumja. A kutatók arra is rájöttek, hogy a bioszintézist irányítani lehet bizonyos adalékanyagokkal.

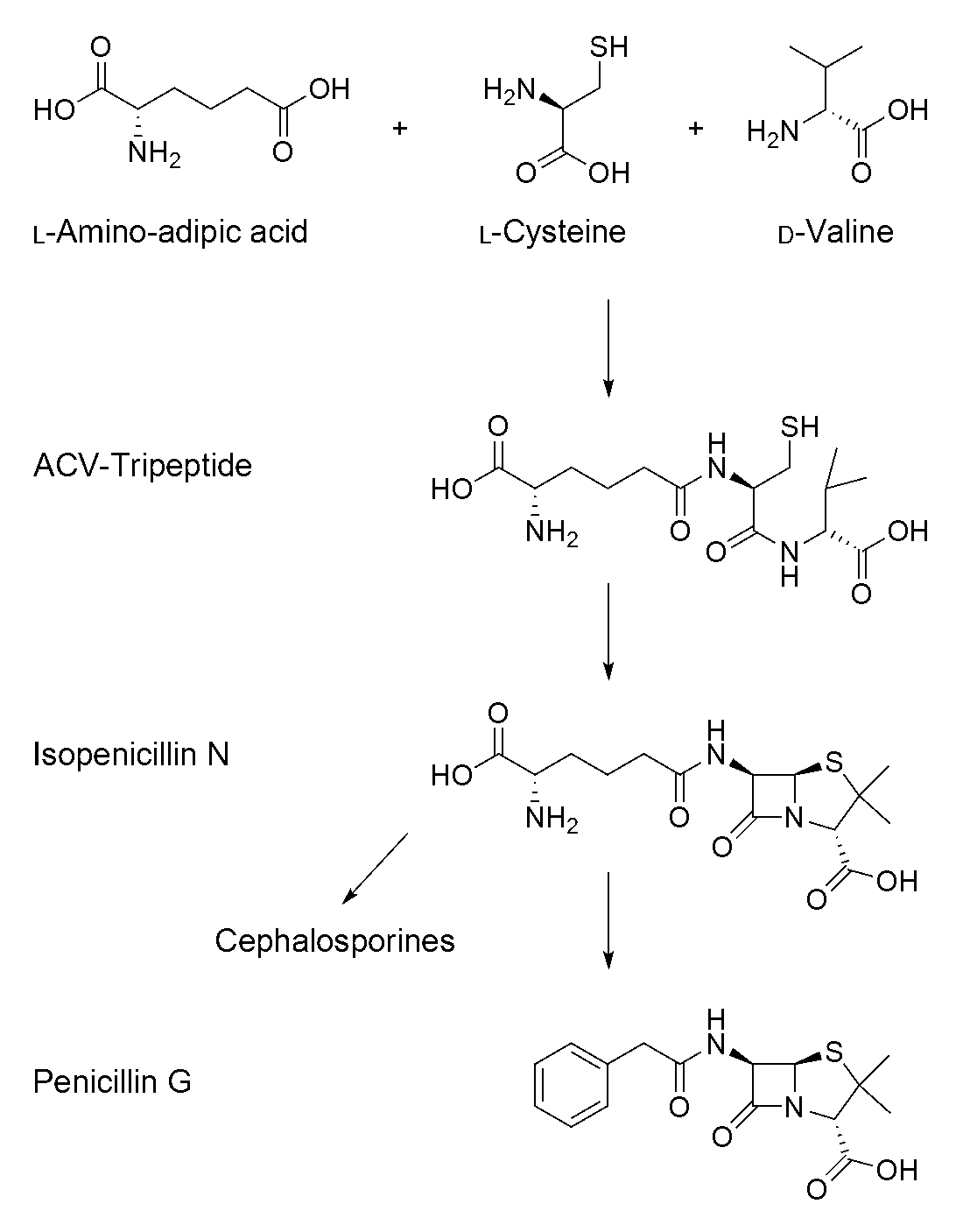
Penicillin bioszintézise

## Penicillinek fejlesztése
Mivel egyrészt a penicillinek a fertőzéseknek csak egy viszonylag szűk részében voltak hatásosak, másrészt a szájon át adott fenoximetil-penicillin kevéssé volt hatékony, a kutatás szélesebb hatásspektrumú penicillinszármazékok keresésével folytatódott.
Az első nagy lépés az eredeti penicillineknél szélesebb spektrumú ampicillin kifejlesztése volt, amelyet az 1960-évektől használnak. További kutatások vezettek ebben az időben a béta-laktamázt termelő baktériumokkal szemben hatásos penicillinek, mint a meticillin, flukloxacillin és dikloxacillin kifejlesztéséhez. Időközben azonban felbukkantak meticillin-rezisztens Staphylococcus aureus baktériumtörzsek (MRSA), amelyek ma is sok fertőzést okoznak, mert már nem csak a meticillin hatástalan ellenük (az MRSA megnevezés azonban megmaradt az ilyen törzsekre). Az újabb és újabb fejlesztések ellenük folyamatosak.
A penicillinek közé tartoznak a Pseudomonas ellen is hatásos penicillinek, mint a tikarcillin és a piperacillin; ezek a Gram-negatív baktériumokkal szemben is eredményesek.

## Természetes változatok

### Benzilpenicillin(G penicillin)

G Penicillin (Benzil-penicillin)

A benzilpenicillin, más néven G-penicillin a legismertebb penicillin változat. Általában parenterálisan adagolják, mivel a gyomor-béltraktusból nehezen szívódik fel, és a gyomorban található sósav és a bélbaktériumok által termelt penicillináz hamar elbontja. A parenterális adagolás miatt magasabb penicillinkoncentráció érhető el a szövetekben, mint a fenoximetil-penicillin esetén, ez pedig nagyobb antibakteriális hatást eredményez.
Benzil-penicillin használata javasolt a következő esetekben: (Rossi, 2004)
- Agyhártyagyulladás
- Tüdőgyulladás
- Szifilisz
- Vérmérgezés

### Fenoximetil-penicillin (V penicillin)

V penicillin (Fenoximetil-penicillin)

A fenoximetil-penicillin, más néven V-penicillin a benzil-penicillinhez képest kevésbé hatékony, és csak akkor megfelelő, ha nem szükséges magas szöveti koncentráció.
Használata javasolt a következő esetekben: (Rossi, 2004)
- Streptococcus pyogenes okozta fertőzéseknél
  - Mandulagyulladás
  - Torokgyulladás
  - Bőrfertőzések
- Reumás láz megelőzésére
- Közepes vagy súlyos fogínygyulladás esetén

### Prokain benzil-penicillin
A prokain benzil-penicillin, más néven prokain penicillin a benzil-penicillin és a helyi érzéstelenítő hatású prokain kombinációja. Az intramusculáris injekció után lassan kerül a vérkeringésbe és ott benzil-penicillinné alakul, ezért ott használják, ahol a benzil-penicillin alacsony koncentrációjára hosszú időn keresztül szükség van. Az állatorvosi praxisban gyakran használják.
Használata javasolt a következő esetekben: (Rossi, 2004)
- Szifilisz
- Légúti fertőzések
- Cellulitisz

## Félszintetikus penicillinek
A variálható oldallánc módosításai a természetes penicillinekhez képest növelik az orális biohasznosultságot, ellenállóbbá teszik a molekulát a β-laktamáz enzim ellen, és növelik az antimikróbás hatásspektrumot. A félszintetikus penicillinszármazékokat úgy hozzák létre, hogy fermentációval az oldalláncmentes 6-amino-penicillánsavat termelik, és ehhez csatolják a variábilis oldalláncokat.

### Szűk spektrumú penicillináz-rezisztens penicillinek
A széles körű penicillin használat következtében az érzékeny törzsek száma csökkent. Ezért új gyógyszerekre volt szükség. Ezt a csoportot a β-laktamázt termelő Staphylococcus aureus ellen fejlesztették ki, és alkalmanként anti-staphylococcus penicillineknek is hívják őket.
- Meticillin (az ellenállóvá vált törzsek miatt már nem használják a klinikumban)
- Dikloxacillin
- Flukloxacillin
- Oxacillin
- Nafcillin
- Kloxacillin

Az elmúlt évtizedben világszerte jelentősen nő a meticillin-rezisztens Staphylococcus aureus (MRSA) előfordulása, ami komoly problémát jelent különösen kórházi fertőzésekben.

### Szűk spektrumú β-laktamáz-rezisztens penicillin
Az ide tartozó egyetlen molekulát direkt Gram-negatív kórokozók ellen fejlesztették ki, de Gram-pozitívok ellen, Acinetobacter fajok és Pseudomonas aeruginosa ellen nem hatásos. Multirezisztens Gram-negatív kórokozók ellen hasznos gyógyszer a klinikumban.
- Temocillin

### Széles spektrumú penicillinek
Ezeknél az antibiotikumoknál a cél a spektrum kiszélesítése, így a Gram-pozitív organizmusok mellett, számos Gram-negatív ellen is hatásos. Az amoxicillin kifejlesztésénél fontos szerepet játszott az orális biohasznosultság javítása is.
- Amoxicillin
- Ampicillin

Ide tartoznak különböző prodrugok is, amiből a szervezetben ampicillin keletkezik:
- Hetacillin, már nem használják.
- Bacampicillin
- Pivampicillin

### Megnövelt hatásspektrumú penicillinek
A szerek hatásspektrumába a Gram-negatív baktériumok is beletartoznak, az ide tartozó antibiotikumok több tagja hatásos Pseudomonas aeruginosa ellen is. A csoportot karboxipenicillinekre és ureidopenicillinekre oszthatjuk.
Carboxipencillinek
- karbenicillin
- tikarcillin

Ureidopenicillinek
- Mezlocillin
- Piperacillin
- Azlocillin

### Penicillinek és β-laktamáz inhibitorok kombinációja
A penicillinek kombinálhatók β-laktamáz inhibitorokkal, amelyek megvédik a hatásos gyógyszermolekulákat a bontó enzimtől, és így a szer β-laktamáz-termelő organizmusok ellen is hatásos lesz. Tág hatásspektrummal rendelkeznek, az elsődlegesen választandó szerek közé tartoznak.
- Amoxicillin/klavulánsav
- Ampicillin/szulbaktám
- tikarcillin/klavulánsav
- Piperacillin/tazobaktám

## Mellékhatások
A penicillinek, mivel a baktérium sejtfal-szintézisét gátolják a gazdaszervezetre nem károsak, azaz a penicillincsoport atoxikus, de nem mellékhatásmentes. A leggyakoribb mellékhatás az allergia.

A penicillinek használatakor előforduló általános mellékhatások (a betegek ≥1%-nál): hasmenés, rosszullét, kiütés és/vagy felülfertőződés. Ritkábban láz, hányás, bőrpirosság, bőrgyulladás.

A β-laktám antibiotikumokkal szembeni allergiás reakciók a betegek 10%-ánál fordulhatnak elő. Ezek nagy része bőrtünetekkel jár, de a betegek nagyon kicsi (0,004-0,0015%) részénél anafilaxiás sokk alakulhat ki. Ilyenkor a beteg helyes ellátásaként adrenalin, antihisztamin adása életmentő.